# Zvonek Poscharkův
Zvonek Poscharkův (Campanula poscharskyana) je vytrvalá rostlina, bylina, která je řazena do čeledi zvonkovité. Kvete od jara do podzimu. Květ u této rostliny je považován za dekorativní a jako okrasná rostlina je druh široce pěstován.

## Rozšíření
Tento druh je původní v Evropě, v oblasti Dinárských Alp v bývalé Jugoslávii.

## Popis
Listy jsou 2,5–4,0 centimetry dlouhé. Roste výhonky po zemi, asi 20–25 cm do délky, výhony se pak stáčí vzhůru. Květy jsou světlé, levandulově modré a kvetou od poloviny jara do začátku podzimu.

## Použití
Pro své výrazné květy se rostlina vysazuje do ozdobných skalek a záhonů s dalšími trvalkami nebo na větších plochách jako pokryv.

### Pěstování
Snadno se pěstuje ve vlhké propustné půdě. Snáší přísušky. Vhodné je stanoviště na slunci nebo v polostínu, snese i běžné půdy.

## Množení
Druh lze rozmnožovat semenem, řízky, v malém množství je také možné množení dělením trsů v předjaří.

## Choroby a škůdci
Jsou zmiňovány třásněnky a mšice na listech.